# Cella di Wigner-Seitz

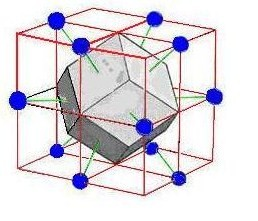
Costruzione di una cella di Wigner-Seitz nel caso tridimensionale per un reticolo cubico a facce centrate

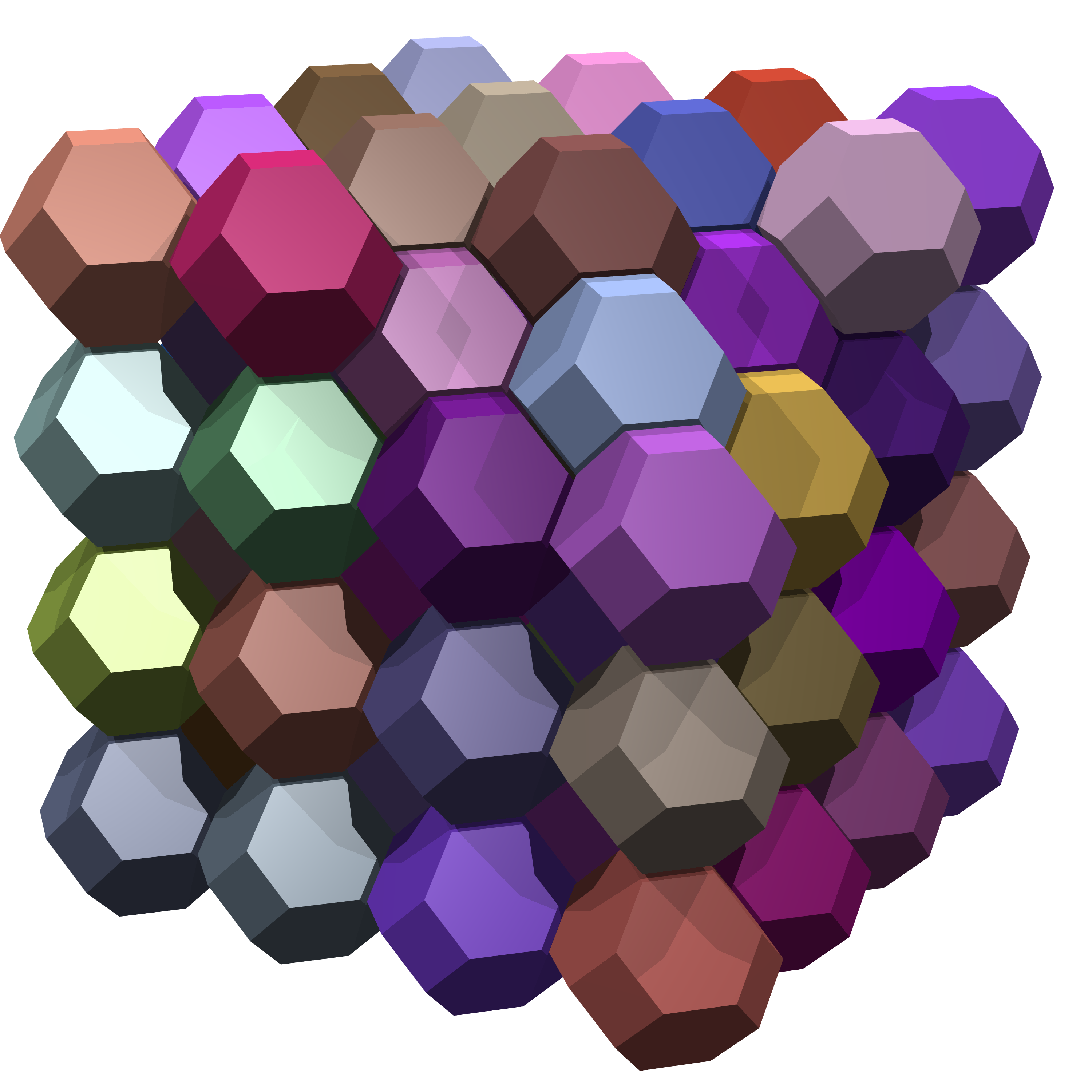
Reticolo cristallino riempito dalla ripetizione periodica della cella di Wigner-Seitz

In un reticolo cristallino, la cella di Wigner-Seitz è una cella primitiva che gode di tutte le proprietà di simmetria della struttura cristallina.

## Definizione
La cella di Wigner-Seitz è definita come la regione di spazio, costruita intorno ad un nodo reticolare del reticolo di Bravais, formata da quei punti che sono più vicini a quel nodo rispetto a qualunque altro; tale zona è descritta geometricamente dal più piccolo poliedro individuato dai piani che bisecano ortogonalmente i segmenti che congiungono il nodo a ciascuno dei "primi vicini" (anche se in pratica, per costruire tale poliedro, è sufficiente considerare solo pochi nodi tra quelli più vicini a quello di partenza).
Generalizzando, questa regione può essere introdotta per un qualsiasi insieme discreto di punti indipendentemente dalla periodicità dell'insieme di punti considerato, e in generale, prende il nome di poliedro di Voronoi. Il poliedro di Voronoi, nel caso particolare del reticolo di Bravais, si riduce alla cella di Wigner-Seitz.
La cella di Wigner-Seitz associata al reticolo reciproco prende il nome di prima zona di Brillouin, e riveste particolare importanza nello studio della struttura elettronica a bande.

## Proprietà
Il fatto che la cella di Wigner-Seitz sia una cella primitiva deriva dal fatto che ogni punto dello spazio ha uno e un solo nodo reticolare più vicino rispetto a qualunque altro, a parte ovviamente un insieme di misura nulla che corrisponde all'unione di tutti i piani bisecanti che si possono costruire, cioè in definitiva all'unione delle superfici di tutti i poliedri di Wigner-Seitz. Quel punto dunque apparterrà ad una e una sola cella di Wigner-Seitz, che è pertanto primitiva.
Non essendo costruita, contrariamente a ciò che accade nella definizione elementare di cella primitiva, con riferimento ad una particolare scelta dei vettori di traslazione, la cella di Wigner-Seitz eredita dal cristallo tutte le sue proprietà di simmetria (rimane cioè invariante rispetto al medesimo gruppo di trasformazioni).